# 濱田滋郎
濱田 滋郎（はまだ じろう、1935年1月16日 - 2021年3月21日）は、日本の音楽評論家、スペイン文化研究家。日本フラメンコ協会会長、スペイン音楽こだまの会主宰。父親は童話作家の浜田広介である。東京都出身。

## 経歴
1935年、東京都大田区田園調布に5人兄弟姉妹の次男として生まれる(弟の濱田三彦はギタリスト)。日比谷高校を健康上の理由により中退。その後、独学でスペイン語、フランス語などの語学とギターを習得する。1953年ごろよりスペインやラテン・アメリカの文学・音楽の研究を志す。1960年ごろより翻訳、雑誌への寄稿、レコード解説などの仕事につく。1978年より東京芸術大学、桐朋学園大学、東京外国語大学、東京大学などで講師を務める。1984年、著書「フラメンコの歴史」(晶文社)が第3回蘆原英了賞を受賞。1985年より「スペイン音楽こだまの会」主宰。1988年、キューバのハバナで開催された国際ギター・コンクールおよびフェスティバルに審査員・講演者として招待される。1990年より「一般社団法人　日本フラメンコ協会」会長。
主要著書は「スペイン音楽のたのしみ」、「エル・フォルクローレ」など。訳書はマヌエル・カーノ著「フラメンコギターの歴史」ほか多数。
2021年3月21日、神奈川県川崎市の自宅で死去。86歳没。

## テレビ・ラジオ出演
- NHK市民大学　フォルクローレ（1989年10月-12月、NHK）
- クラシックギャラリー（NHK-FM）
- 名曲ギャラリー（NHK-FM）
- 世界の民族音楽（NHK-FM）

## 書籍

### 著書
- 『イギリス・アメリカの民話』(共編)　さ・え・ら書房 1970.2
- 『絵でたどるギター音楽のあゆみ』(編著)　現代ギター社　1976.1 (現代ギター 第109号別冊附録)
- 『エル・フォルクローレ』晶文社 1980.1
- 『スペイン音楽のたのしみ』音楽之友社 1982.10
- 『フラメンコの歴史』晶文社 1983.6
- 『フォルクローレ : 〜南米の魂を聴く〜』(日本放送協会編集)　日本放送出版協会 1989.10
- 『フラメンコ・アーティスト列伝』パセオ 1993.6
- 『フラメンコの歴史』晶文社 2007.1　(オンデマンド版 晶文社オンデマンド選書)
- 『濱田滋郎の本 : ギターとスペイン音楽への道』現代ギター社 2007.6
- 『CDでわかるギターの名器と名曲 : オールカラー』(共著)　ナツメ社 2011.5
- 『スペイン音楽のたのしみ : 気質、風土、歴史が織り成す多彩な世界への"誘い"』音楽之友社 2013.1
- 『岡田昌己スペインを踊る』知道出版 2013.10
- 『約束の地　アンダルシア』アルテスパブリッシング 2020.4

### 翻訳
- 『南欧童話集』(共訳)　講談社 1960.3
- 『スペイン音楽』白水社 1961.8
- 『ドン=キホーテ . ピノッキオ . オルガンひきのペレス . さようならコルディーラ』講談社 1965.4
- 『北欧・南欧童話集』(共訳) 講談社 1965.7
- 『インディオの道』集英社 1967.7
- 『ハープリュートギター』白水社 1972.4
- 『きんいろ目のバッタ』 偕成社 1973
- 『ターレガの生涯』現代ギター社 1977.3
- 『フェルナンド・ソル : 動乱の時代を生きた不滅のギタリスト』 現代ギター社 1979.3
- 『インディオの道』晶文社 1979.5
- 『嵐のマドリード』西和書林、星雲社(発売) 1984
- 『スペインのある農夫へのレクイエム』西和書林、星雲社(発売) 1985.1
- 『ギター : ルネサンスから現代まで』音楽之友社 1985.11
- 『フラメンコ・ギターの歴史』マヌエル・カーノ記念音楽事業団 1990.11
- 『ビクトル・ハラ-VICTOR JARA-平和に生きる権利』音楽センター 2008.7
- 『タレガの生涯』現代ギター社 2009.4